# Oxira reducta
Oxira reducta är en fjärilsart som beskrevs av Barend J. Lempke 1964. Oxira reducta ingår i släktet Oxira och familjen nattflyn. Inga underarter finns listade i Catalogue of Life.